# Џалилабадски рејон
Џалилабадски рејон (азер. Cəlilabad rayonu), једна је од 78 административно-територијалних јединица Азербејџана. Налази се у јужном делу земље, у пределу познатом као Ленкорански регион. Административни центар рејона се налази у граду Џалилабад. 
Џалилабадски рејон обухвата површину од 1.440 km² и има 196.500 становника (подаци из 2011). 
Административно, рејон се даље дели у 119 мањих општина.